# Judaica

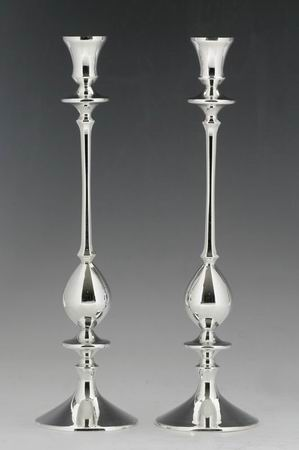
Candelabros de plata para las Velas de Shabat.

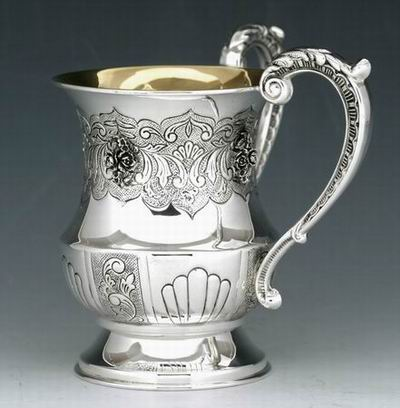
Taza de plata para lavarse las manos (Netilat Iadaim).

El arte ceremonial judío, también conocido como judaica, se refiere a una serie de objetos utilizados por el pueblo judío con fines rituales. Debido a que mejorar una mitzvá al realizarla con un objeto especialmente bello se considera una forma loable de honrar los mandamientos de Dios, el judaísmo tiene una larga tradición de encargar objetos rituales a artesanos y artistas.

## Origen textual
El judaísmo tiene un conjunto de comentarios rabínicos primitivos clásicos sobre la Biblia hebrea; Estas colecciones de comentarios se conocen como la literatura del Midrash (Heb: Midrashim). Midrash Mechilta contiene esta enseñanza sobre un verso bíblico: 
"Este es mi Dios y lo glorificaré" (Éxodo 15: 2)
¿Es posible que un ser humano agregue gloria a su Creador? Lo que esto realmente significa es: Glorificaré a Dios en la forma en que cumplo los mandamientos. Prepararé un hermoso lulav, una hermosa Sucá, unos hermosos flecos (Tzitzit) y una hermosa Filacteria" (Tefilim).
Otras enseñanzas del Midrash (p. ej. El Canón de canciones Rabbah 1.15) ofrece la misma idea. Esta idea se amplía en el sagrado Talmud de Babilonia (p. ej. Tratado Baba Kama 9b). Las siguientes generaciones entendieron esta enseñanza religiosa como un deber, cuando sea posible, de hacer hermosos artículos utilizados en la vida y adoración judías, tanto físicas como textuales.

## Artículos usados en Shabat
Los siguientes elementos se usan durante el Shabat: 
- La Copa del Kidush: El Kidush, literalmente, "santificación", es una bendición recitada sobre el vino kosher o el zumo de uva para santificar el Shabat y las fiestas judías. Las copas del Kidush están muy decoradas y generalmente están hechas de porcelana, plata, peltre y níquel.
- Candelabros y Velas de Shabat
- Taza de lavado de manos ("Netilat Yadaim")
- Cuchillo y tabla para cortar la Jalá y pañuelo para cubrir el las Jalot.
- Vela, candelabro y cajita de especias para celebrar la Havdalá y despedir el Shabat.

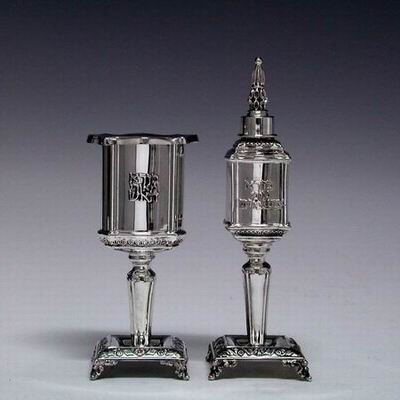
Candelero Havdalah y caja de especias.

El cierre del Shabat judío está marcado por la breve ceremonia de oración de la Havdalá, que generalmente tiene lugar en el hogar. Parte de la ceremonia requiere oler una especia o planta de olor dulce. En las comunidades judías de todo el Mediterráneo, se usaba habitualmente una ramita de un arbusto de olor dulce, en el Norte de Europa en el siglo XII hay referencias literarias del uso de una caja o contenedor de especias especialmente diseñado. Las cajas de especias sobrevivientes más antiguas para Havdalah datan de mediados del siglo XVI. El Museo Judío (Nueva York) tiene un ejemplo alemán c. 1550 se cree que se originó en Fráncfort del Meno.

### Artículos usados en Janucá

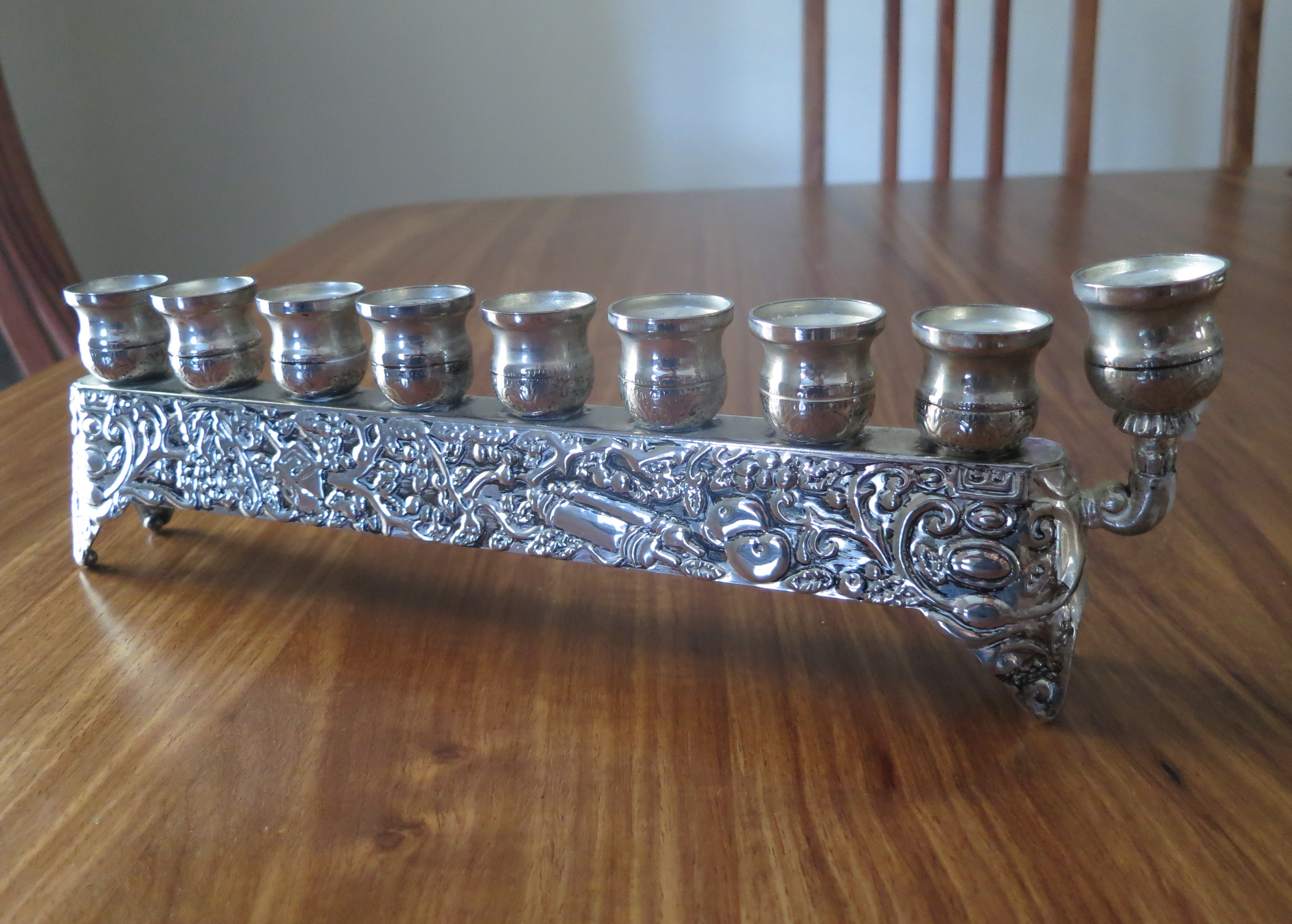
Menorá de Janucá de plata.

La menorá (o janucá) utilizada en la festividad judía de Janucá es quizás el artículo de arte ceremonial judío más ampliamente producido. La lámpara Lindo es un ejemplo particularmente bueno de un platero del siglo XVIII. Los artistas contemporáneos a menudo diseñan menoras, como la menorá de latón chapado en oro con 35 ramas móviles diseñadas por Yaacov Agam. Una menorá de plata de Ze'ev Raban de la década de 1930 se encuentra en la Colección Judaica del Museo de Arte de Carolina del Norte. 
- Januquiá
- Dreidels
- Soporte de gel
- Velas o aceite de Janucá

## Artículos de Sucot

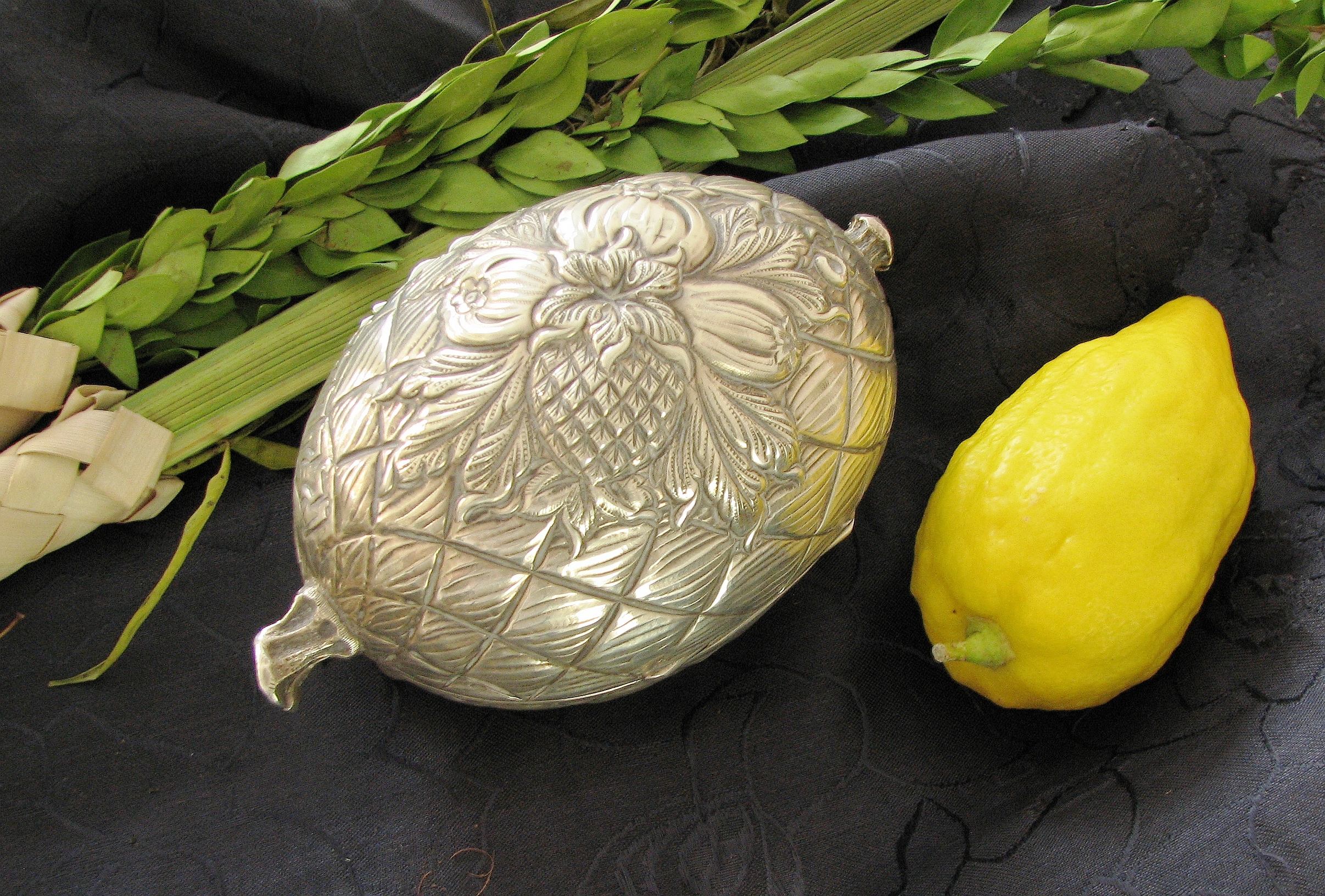
Caja de plata etrog.

Para proteger el etrog durante las vacaciones de Sucot, tradicionalmente está envuelto en fibras de lino sedoso y almacenado en una caja especial, a menudo hecha de plata.
En los tiempos modernos, el etrog también se envuelve comúnmente en redes sintéticas y se coloca en cajas de cartón. Las cajas de madera son cada vez más populares también. 

## Judaica que ha logrado récords mundiales
Ha habido algunos artículos de Judaica que han logrado récords mundiales Guinness. 
- Gran Menorá de escultura de plata.[8] Diseñada por Haim Lutin. La Menorá mide 2,52 m (8 pies 3,4 pulgadas) de alto y 1,97 m (6 pies 5,5 pulgadas) de ancho.
- Dreidel más valioso.[9] Logrado por Estate Diamond Jewelry y valorado en $70,000. La punta del dreidel presenta un diamante de 4 quilates.
- Menorá más grande del mundo.[10] Diseñada por Yaacov Agam. La Menorá mide 32 pies (9.7 m) de alto, 28 pies (8.5 m) de ancho y pesa 4,000 lb (1,814 kg).

## Libros

### Hagadá de Pésaj (Pascua)
La tradición de las hagadá adornadas artísticamente, el texto judío que establece el orden del Séder de Pésaj, se remonta a la Edad Media. La Hagadá de Sarajevo de 1350 es un ejemplo célebre. Los principales artistas contemporáneos han producido hagadá notables, como el Szyk Hagadá. Véase también la edición facsímil de la incluso anterior Hagadá de Barcelona de 1340.

## Colecciones notables de Judaica
Los museos de historia judía con colecciones notables de arte ceremonial judío incluyen la Biblioteca Británica, el Museo de Israel, el Museo Judío (Londres), el Museo de Arte y de Historia del Judaísmo en París, el Museo Judío en Praga, Museo de Arte de Carolina del Norte, el Museo Judío (Nueva York), el Museo Lorrain de Nancy, el Museo alsaciano en Estrasburgo y el Museo Judío Contemporáneo de San Francisco. El Museo de la Herencia Judía en Battery City Park, Nueva York, también posee una colección considerable. Otra forma de ver Judaica es a través del mercado del arte, incluidas las casas de subastas. Sotheby's, Bonhams-New York, Skinner's y Kestenbaums realizan subastas regulares cada año. 

### En inglés
- El índice Bezalel Narkiss del arte judío
- Los tipos de joyas israelíes (Judaica)

- Datos: Q452298
- Multimedia: Jewish ceremonial art / Q452298